# Odontaspis
Az Odontaspis a porcos halak (Chondrichthyes) osztályának heringcápa-alakúak (Lamniformes) rendjébe, ezen belül a tigriscápafélék (Odontaspididae) családjába tartozó nem.

## Rendszerezés
A nembe az alábbi 2 élő faj és 3 fosszilis faj tartozik:
- kisfogú homoki tigriscápa (Odontaspis ferox) (Risso, 1810) - típusfaj
- fekete homoki tigriscápa (Odontaspis noronhai) (Maul, 1955)
- †Odontaspis aculeatus Capetta & Case, 1975
- †Odontaspis speyeri (Dartevelle & Casier, 1943)
- †Odontaspis winkleri Leriche, 1905

## Források

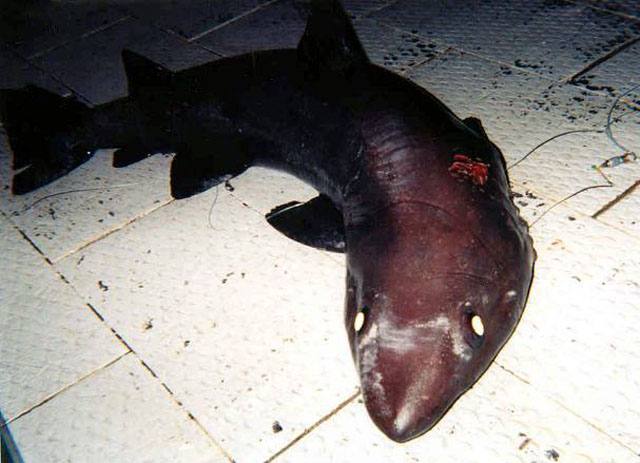
Fekete homoki tigriscápa (Odontaspis noronhai)